# 524522 Zoozve
524522 Zoozve — це астероїд діаметром менше кілометра, який є тимчасовим квазісупутником Венери. Відкритий у 2002 році, 524522 Zoozve став першим відомим об'єктом цього типу, що обертається навколо великої планети Сонячної системи. Його орбіта настільки схожа на орбіту Венери, що, якщо спостерігати за ним з системи відліку, яка рухається разом із Венерою, то буде здаватися, що астероїд рухається навколо планети за один венеріанський рік. Однак насправді 524522 Zoozve обертається навколо Сонця, а не безпосередньо навколо Венери. Це явище є результатом гравітаційного впливу Венери, планета тимчасово змінює орбіту астероїда, але він не залишатиметься на орбіті Венери назавжди.

## Відкриття, орбіта та фізичні властивості

Анімація орбіти Zoozve з 2023 по 2025 рік — вона має такий самий орбітальний період, як і Венера
Сонце·
Меркурій·
Венера·
Земля·
524522 Zoozve

Астероїд 524522 Zoozve був відкритий 11 листопада 2002 року астрономом Брайаном Скіффом в Ловеллівській обсерваторії. Станом на лютий 2013 року цей об'єкт спостерігався 457 разів, і його орбіта була визначена з високою точністю завдяки даним за 2,947 днів. Окрім цього, були проведені п'ять доплерівських спостережень для вивчення його руху. Орбіта 524522 Zoozve має піввелику вісь 0,7237 астрономічних одиниць (а.о.), що дуже близько до орбіти Венери. Однак, його ексцентриситет, що вказує на те, наскільки орбіта відрізняється від ідеального кола, є досить великим і становить 0,4104. Крім того, нахил орбіти цього астероїда дорівнює 9,0060°, що свідчить про те, що його орбіта не є абсолютно рівною щодо площини Сонячної системи. Спектр 524522 Zoozve вказує на те, що це астероїд типу X, що означає, що його альбедо складає близько 0,25. Це означає, що його поверхня відбиває приблизно 25 % світла, що дозволяє припустити, що він має досить темну поверхню. За оцінками, його діаметр становить близько 236 метрів. Період обертання 524522 Zoozve навколо своєї осі складає 13,5 години, а амплітуда його кривої блиску (зміни яскравості) досягає 0,9 зоряної величини.

## Динамічний стан та еволюція орбіти
Припущення про існування квазісупутників було висунуте Дж. Джексоном у 1913 році, але жоден із таких об'єктів не був виявлений до майже 90 років по тому. Астероїд 524522 Zoozve став першим квазісупутником, виявленим у 2002 році, хоча спочатку він не був відразу розпізнаний як такий. Лише в 2004 році, через два роки після фактичного відкриття, група астрономів на чолі з Сеппо Мікколою, Рамоном Брассером та Полом Вігертом визначила його як квазісупутник Венери. Якби була можливість спостерігати за 524522 Zoozve з точки зору, що астероїд обертається разом із Венерою, виглядало б, що він обертається навколо планети протягом одного венеріанського року. Однак насправді він не обертається навколо Венери, а рухається навколо Сонця, як і всі інші астероїди. Як квазісупутник, 524522 Zoozve перебуває в орбітальному резонансі 1:1 з Венерою. Це означає, що він проводить приблизно однакову кількість часу на обох сторонах орбіти Венери. Окрім того, 524522 Zoozve обертається подібним чином не лише з Венерою, а й з Меркурієм та Землею. За оцінками, він був квазісупутником Венери лише протягом останніх 7,000 років.

## Потенційно небезпечний астероїд
Астероїд 524522 Zoozve включений до списку Потенційно небезпечних астрономічних об'єктів (ПНАО) Центру малих планет через те, що він регулярно наближається до Землі на відстань менше ніж 0,05 астрономічних одиниць. Наближення на відстань до 0,04 AU відбуваються з періодичністю 8 років, завдяки його майже 8:13 резонансу з Землею. 524522 Zoozve був відкритий 11 листопада 2002 року під час одного з таких близьких підходів. Астероїд наближався до Землі 7 листопада 2010 року, потім — 4 листопада 2018 року, а наступний проліт повз планету відбудеться 2 листопада 2026 року на відстані 0,0402 а.о. (що дорівнює 15,7 радіусів Місяця). Чисельні моделювання показують, що реальне зіткнення із Землею протягом наступних 10,000 років є малоймовірним. Однак можливі дуже близькі наближення, коли астероїд може наблизитися до Землі на відстань близько 0,002 а.о. Це може призвести до того, що орбіта 524522 Zoozve потрапить у сферу Гілла Землі — область, де гравітація Землі може значно впливати на орбіту астероїда і потенційно змінити його траєкторію.

## Нумерація та іменування
Астероїд 524522 Zoozve отримав номер від Міжнародного центру малих планет (англ. Minor Planet Center) 18 травня 2019 року. 26 січня 2024 року вийшов епізод радіошоу Radiolab, в якому обговорювали астероїд. На плакаті співведучого Латіфа Нассара астероїд був зазначений як "ZOOZVE", що сталося через помилку художника Алекса Фостера, який неправильно прочитав позначення астероїда як "2002VE". Це невелике непорозуміння стало підставою для того, щоб Скіфф запропонував ім'я "Zoozve" від імені Нассара для Міжнародного астрономічного союзу (МАС) та його робочої групи з малих об'єктів (WGSBN). Ім'я було затверджене та офіційно оголошене 5 лютого 2024 року.